# Riviervlakte
Een riviervlakte, spoelvlakte of overstromingsvlakte is een vlakte waardoor een of meerdere rivieren stromen. Kenmerkend is dat de vlakte in natuurlijke staat bij hoogwater geheel of gedeeltelijk overspoeld raakt. Een riviervlakte bestaat uit een afwisseling van stroomruggen en komgronden. Een stroomrug is de plek waar de rivier stroomt (de rivierbedding) en de daaromheen liggende gebieden die overstroomd raken wanneer de rivier buiten zijn oevers treedt; komgrond is het gebied dat bij overstroming wel onder water kan raken, maar daarbij geen sterke stroming ondervindt.

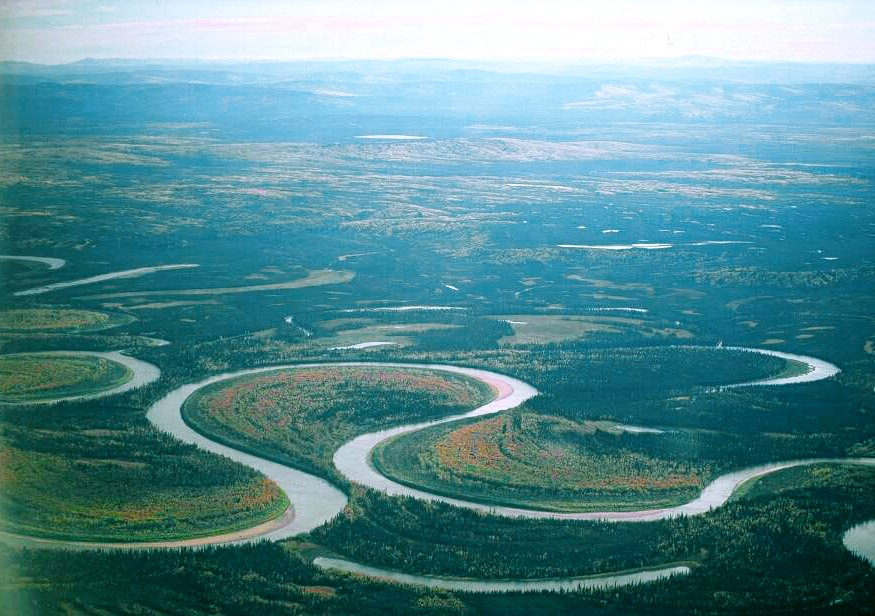
Meanders en hoefijzermeren in de riviervlakte van de Nowitna River, Alaska.

## Fysische geografie
Riviervlaktes zijn geologisch gezien gebieden waar netto accumulatie van sediment plaatsvindt. De ondergrond bestaat dan ook meestal uit ongeconsolideerd riviersediment (vooral zand en klei). Grover sediment (zand) wordt afgezet op de stroomruggen, waar de stroomsnelheid het sterkst is. Fijn sediment (klei) wordt vooral in de komgronden afgezet.
De rivier heeft hier een klein verval en zal vooral zijwaarts eroderen, waarbij ze zich in de stootoever inslijt, terwijl ze op de glij-oever sediment afzet. Meestal zorgt dit erosiepatroon ervoor dat de rivier een meanderend verloop aanneemt. In koude klimaten waar de bodem gedurende het grootste deel van het jaar bevroren is (permafrost) kunnen echter ook vlechtende rivieren voorkomen.
Een meanderende rivier zal zich in een rivierbocht in de richting van zijn concave stootoever verplaatsen, waardoor de rivierbochten (de meanders) steeds groter worden. Dit kan doorgaan totdat de rivier zichzelf afsnijdt en de rivierbocht inactief wordt.
Door de zijwaartse erosie verplaatst een rivier zich in de loop van honderden jaren zijwaarts door het landschap. Af en toe kan de rivier zijn bedding compleet verleggen en op een andere plek door de riviervlakte gaan stromen. De ondergrond van een riviervlakte bestaat daardoor uit een afwisseling van zandige (ook voormalige) stroomrugafzettingen en kleiige komgrondafzettingen.

## Ecologie
Riviervlaktes kunnen een rijk en divers ecosysteem herbergen. Het deel dat zich het dichtst bij het water bevindt wordt de riparische zone genoemd. Een riviervlakte kan honderden malen meer soorten herbergen dan in een rivier alleen voor kunnen komen. Het geregeld overstromen zorgt ervoor dat de bodem voortdurend verrijkt wordt met nieuwe voedingsstoffen, zowel door de aanvoer met elke overstroming als door de snelle verrotting van organisch materiaal dat zich sinds de laatste overstroming ophoopt. Hierdoor worden micro-organismes gevoed die weer tot voedsel van grotere soorten dienen. De waterrijke habitat van een riviervlakte trekt met name vogels aan. Hoewel de aanvoer van voedingsstoffen in het ecosysteem snel en kortstondig plaatsvindt, zal het effect telkens veel langer doorduren. De vruchtbare bodems van riviervlaktes zijn ook zeer geschikt voor de landbouw.
Soorten die in riviervlaktes voorkomen verschillen duidelijk van soorten die buiten riviervlaktes leven. Riparische bomen uit riviervlaktes zijn bijvoorbeeld goed aangepast aan hoge grondwaterstanden en groeien veel sneller dan boomsoorten die buiten riviervlaktes leven.

## Maatschappelijke relevantie
Ondanks de kans op overstromingen, bouwen mensen al sinds de prehistorie hun nederzettingen en huizen in riviervlaktes. De eerste grote beschavingen van de Oudheid, zoals het Oude Egypte of de Indusbeschaving, ontstonden in riviervlaktes. De voordelen wogen veruit op tegen de nadelen: rivieren bieden een transportmiddel, het vlakke en vruchtbare land is zeer geschikt voor landbouw en/of veeteelt en er is nooit een gebrek aan drinkwater.
In de loop der geschiedenis heeft de mens de overstromingen proberen tegen te gaan door de aanleg van dijken, stuwdammen en sluizen. Dit heeft het verloop van rivieren sterk gekanaliseerd en het landschap ingrijpend veranderd. Een voorbeeld is het Nederlandse rivierlandschap met zijn dijken en uiterwaarden. Desondanks zijn overstromingen bij extreme hoogwaterstanden niet uit te sluiten.